# Negev

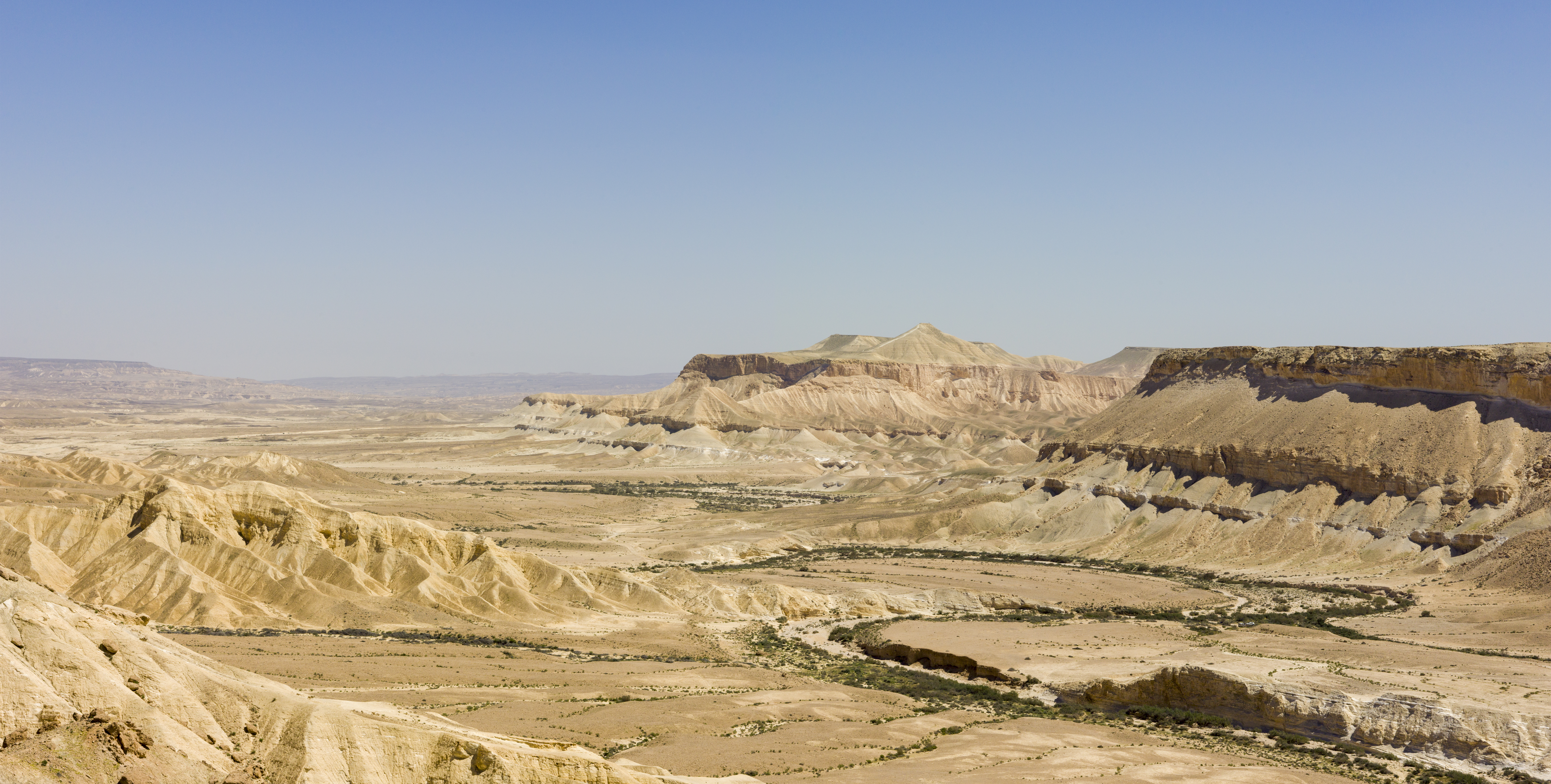
Kanjonen ‘En ‘Avedat i Negev.

Negev (uttal [ˈneːgɛv]; hebreiska: הַנֶּגֶב ha-Negev, arabiska: ٱلنَّقَب an-Naqab) är ett mycket omfattande öken- och halvökenområde i södra Israel. Området täcker en yta om 12 800 km², vilket ungefär motsvarar 60 procent av landets yta. Det sträcker sig från Döda havets sydöstra del och gränsar till Jordanien i öst och Egypten samt Gazaremsan i väst. Majoriteten av Israels mineraltillgångar finns i området. Fyndigheter av koppar, fosfat, natriumklorid, olja och fossilgas har bland annat hittats. Negev betyder ungefär torr plats på hebreiska, men kan även betyda söder.
De största städerna i Negev är Be'er Sheva, Eilat, Arad, Sderot och Dimona. I Aravadalen, som går från Döda havet ned till Eilat, ligger en mängd mindre samhällen, såsom Qetura, Sapir och Zuqim.

## Historia
Det har funnits människor i öknen i minst 4 000 år, möjligen 7 000 år. Någon gång under 1400- och 1300-talet före vår tidräkning började egyptierna bedriva kopparutvinning där. Negev nämns i Bibeln.

## Idag
Idag täcks 85 procent av öknen av militärt övningsområde och ett antal militära anläggningar har uppförts för att befästa den israeliska överhögheten i området. Resterande delen utgörs av städer och annat. Det bor 630 000–800 000 människor i området, beroende på hur området definieras och på vad som räknas som boende (det finns många beduiner). Det finns även kärnreaktorer där. Makhtesh Ramon är en jättelik erosionskrater i öknen.
Stora ansträngningar har gjorts för att befolka och uppodla, framför allt den norra delen av Negev. Genom att gräva djupbrunnar och att avtappa vatten från Jordanfloden och Gennesaretsjön har odling av bomull, sädesslag, citrussläktet och grönsaker möjliggjorts.